# Laetana pallida
Laetana pallida es una especie de insecto coleóptero de la familia Chrysomelidae. Fue descrita científicamente en 1884 por Duvivier.